# Gewichtheffen op de Olympische Zomerspelen 2016 – Klasse boven 75 kilogram vrouwen
Het gewichtheffen in de klasse boven 75 kilogram voor vrouwen op de Olympische Zomerspelen 2016 vond plaats op zondag 14 augustus. Regerend olympisch kampioene was Zhou Lulu uit China. Zij kwam tijdens deze Spelen niet in actie, net als de winnaars van het zilver en het brons van 2012. De totale score die een gewichtheffer behaalde was de som van haar beste resultaten in het trekken en het voorslaan en uitstoten, met de mogelijkheid tot drie pogingen in elk onderdeel. In deze klasse deden zestien atletes mee, afkomstig uit veertien verschillende landen: Venezuela en Zuid-Korea worden tweemaal vertegenwoordigd. 
De Chinese Meng Suping won het goud met een totaalscore van 307 kilogram. Het was het vijfde goud in het gewichtheffen voor de Volksrepubliek China, waarmee het land zich verzekerde van de bovenstaande plaats in de medaillespiegel van de sport.

## Records
Voorafgaand aan het toernooi waren dit de wereldrecords en de olympische records.
| Wereldrecord     | Trekken | Tatiana Kasjirina | 155 kg | Almaty | 16 november 2014 |
| Wereldrecord     | Stoten  | Tatiana Kasjirina | 193 kg | Almaty | 16 november 2014 |
| Wereldrecord     | Totaal  | Tatiana Kasjirina | 348 kg | Almaty | 16 november 2014 |
| Olympisch record | Trekken | Tatiana Kasjirina | 151 kg | Londen | 5 augustus 2012  |
| Olympisch record | Stoten  | Zhou Lulu         | 187 kg | Londen | 5 augustus 2012  |
| Olympisch record | Totaal  | Zhou Lulu         | 333 kg | Londen | 5 augustus 2012  |

## Uitslag
| rang   | naam                        | land             | groep | gewicht | trekken (kg) | trekken (kg) | trekken (kg) | trekken (kg) | stoten (kg) | stoten (kg) | stoten (kg) | stoten (kg) | totaal |
| rang   | naam                        | land             | groep | gewicht | 1            | 2            | 3            | Score        | 1           | 2           | 3           | Score       | totaal |
| ------ | --------------------------- | ---------------- | ----- | ------- | ------------ | ------------ | ------------ | ------------ | ----------- | ----------- | ----------- | ----------- | ------ |
| Goud   | Meng Suping                 | China            | A     | 120,27  | 125          | 125          | 130          | 130          | 175         | 175         | 177         | 177         | 307    |
| Zilver | Kim Kuk-hyang               | Noord-Korea      | A     | 100,43  | 123          | 127          | 131          | 131          | 162         | 170         | 175         | 175         | 306    |
| Brons  | Sarah Robles                | Verenigde Staten | A     | 143,30  | 118          | 122          | 126          | 126          | 151         | 155         | 160         | 160         | 286    |
| 4      | Shaimaa Khalaf              | Egypte           | A     | 123,75  | 117          | 121          | 121          | 117          | 155         | 161         | 169         | 161         | 278    |
| 5      | Lee Hui-sol                 | Zuid-Korea       | A     | 119,49  | 119          | 122          | 126          | 122          | 153         | 159         | 159         | 153         | 275    |
| 6      | Son Young-hee               | Zuid-Korea       | A     | 109,58  | 115          | 118          | 121          | 118          | 155         | 162         | 166         | 155         | 273    |
| 7      | Yaniuska Espinosa           | Venezuela        | B     | 114,08  | 115          | 119          | 121          | 121          | 145         | 149         | 152         | 152         | 273    |
| 8      | Andreea Aanei               | Roemenië         | A     | 120,01  | 119          | 119          | 120          | 120          | 145         | 154         | 154         | 145         | 265    |
| 9      | Mariam Usman                | Nigeria          | A     | 122,39  | 115          | 120          | 120          | 115          | 145         | 150         | 152         | 150         | 265    |
| 10     | Anastasija Lysenko          | Oekraïne         | B     | 100,97  | 117          | 117          | 117          | 117          | 146         | 146         | 156         | 146         | 263    |
| 11     | Yosra Dhieb                 | Tunesië          | B     | 120,06  | 106          | 106          | 111          | 111          | 133         | 138         | 141         | 138         | 249    |
| 12     | Anastasiia Hotfrid          | Georgië          | B     | 86.98   | 110          | 113          | 115          | 113          | 130         | 135         | 135         | 135         | 248    |
| 13     | Tracey Lambrechs            | Nieuw-Zeeland    | B     | 106,54  | 98           | 98           | 101          | 98           | 133         | 133         | 139         | 133         | 231    |
| 14     | Luisa Peters                | Cookeilanden     | B     | 100,27  | 95           | 100          | 100          | 100          | 119         | 124         | 126         | 124         | 224    |
| 15     | Bouchra Fatima Zohra Hirech | Algerije         | B     | 80,35   | 83           | 87           | 90           | 87           | 105         | 108         | 108         | 105         | 192    |
| —      | Naryury Pérez               | Venezuela        | B     | 99,91   | 110          | 115          | 117          | 117          | 145         | 145         | 145         | –           | –      |